# Hugo de Grandmesnil
Hugo de Grandmesnil (apodado el Viejo, c. 1032–22 de febrero de 1098) fue un noble normando, señor de Grandmesnil, Sheriff y vizconde de Leicester, gobernador de Hampshire. Hijo primogénito de Roberto de Grandmesnil. Es uno de los compañeros probados de Guillermo el Conquistador. Tras la conquista normanda de Inglaterra, recibió de Guillermo II de Normandía un centenar de señoríos en recompensa por sus servicios. Sus propiedades aparecen en el Libro Domesday (1086).
Hugo de Grandmesnil ejerció el poder en la corte de Guillermo, pero Mabel de Bellême y su marido Roger II de Montgomery convencieron al duque Guillermo de confiscar las tierras de Arnaud [Arnold] de Montreuil, hijo de Giroie de Échauffour (el tío de Roberto) y entregárselas a ella. Hugo también se vio implicado en el asunto y vio cómo sus tierras le eran arrebatadas en 1058. Durante cinco años estuvo en desgracia en la corte. En 1063 fue restituido como custodio del castillo de Neuf-Marché en Lyons. Durante la invasión de Inglaterra fue uno de los comandantes de caballería en la batalla de Hastings (1066).

## Inglaterra
Hugo se convirtió en uno de los hombres más importantes de Guillermo el Conquistador en Inglaterra. En 1067 se unió a Guillermo FitzOsbern al obispo Odo de Bayeux en el gobierno de Inglaterra, durante la ausencia del rey para sus asuntos en Normandía. También fue uno de los nobles normandos que intercedieron ante el Conquistador en favor del su hijo Robert Curthose, y lograron una reconciliación temporal. 
A la muerte del duque Guillermo el Conquistador en 1087, los Grandmesnil, como la mayoría de los barones normandos, se vieron envueltos en la guerra civil que se desató entre sus tres hijos supervivientes. Ahora las tierras de Normandía e Inglaterra tenían dos amos diferentes, ya que Roberto Curthose se convirtió en duque de Normandía y Guillermo Rufus se convirtió en rey de Inglaterra como Guillermo II. Las disputas familiares reales ponían en peligro las fortunas si los barones se posicionaban del bando equivocado, y en última instancia ese fue el destino de la familia Grandmesnil, que tendía a apoyar al voluble duque de Normandía contra el rey inglés, aunque las alianzas cambiaban continuamente. El duque Roberto no siempre apoyó la lealtad de sus barones, lo que se reflejó en las luchas posteriores de Hugo.

## Regreso a Normandía
En 1098, Hugo de Grandmesnil estaba de nuevo en Inglaterra, agotado por la edad y la enfermedad. Sintiendo que su fin se acercaba, de acuerdo con la práctica común de la época, tomó el hábito de monje y murió seis días después, el 22 de febrero de 1098, en Leicester. Su cuerpo, conservado en sal y cosido en la piel de un buey, fue transportado al valle del Ouche en Normandía por dos monjes. Fue enterrado en la Abadía de Saint-Évroult.

## Herencia
Esposó con Aélis [Adeliza] de Beaumont, hija de Yves II de Beaumont, señor de Conflans y conde de Barcelona (c. 1011-22 de mayo de 1059) y de Judith de Gournay (c. 1013-8 de abril de 1099). Fruto de ese matrimonio nacieron varios hijos. Aquí se relacionan, legítimos e ilegítimos:
- Roberto II FitzHugh de Grandmesnil (c. 1052-1 de junio de 1136). Se casó con Emma de Estouteville (c. 1065-1125), una hija de Robert Grandbois de Stuteville;
- Guillermo de Grandmesnil (c. 1055);
- Hugo II de Grentmesnil (c. 1060);
- Ivo de Grandmesnil (Yves, c. 1064-1102), sheriff of Leicester, cruzado de Palestina en la primera cruzada de 1096. Murió durante su peregrinación a Tierra Santa;[4]
- Alberic [Aubrey] de Grandmesnil (c. 1066), abandonó su vida clerical para participar en las cruzadas a Palestina.
- Adeliza [Adeline] de Grandmesnil (c. 1056), esposó dos veces con Roger de Ivry (m. 1089) y Roger Bigod de Norfolk (m. 1107);
- Hawise de Grandmesnil (c. 1072), murió joven. Según Orderico Vital cuando cumplió la edad para desposarse;
- Maud [Mathilde] de Grandmesnil, esposa de Hugo de Montpincon. Murió en su peregrinación a Tierra Santa;
- Agnès de Grandmesnil (c. 1094), esposó dos veces con Robert La Marche de Moulins y William Picot de Say, I, Baron d'Aunay;
- Rohese [Rose] de Grandmesnil [Courcy], esposó con Robert II de Courcy, baron de Stoke Courcy.